# Liste der Naturdenkmäler in Riffian
Die Liste der Naturdenkmäler in Riffian (italienisch Rifiano) enthält die fünf als Naturdenkmal ausgewiesenen Objekte auf dem Gebiet der Gemeinde Riffian in Südtirol.
Basis ist das im Internet einsehbare offizielle Verzeichnis der Naturdenkmäler in Südtirol (Stand: 23. Januar 2015). Dabei kann es sich um botanische, geologische oder hydrologische Naturdenkmäler handeln. Die Reihenfolge in dieser Liste orientiert sich an der ID, alternativ ist sie auch nach dem Namen sortierbar.

## Liste
| Foto |                 | Name                                              | Standort                     | Beschreibung                              |
| ---- | --------------- | ------------------------------------------------- | ---------------------------- | ----------------------------------------- |
| BW   | Datei hochladen | 1 Edelkastanie ID: 074_G01                        | 46° 42′ 44″ N, 11° 11′ 18″ O | Botanisches Naturdenkmal: Kastanie        |
| BW   | Datei hochladen | Feuchtgebiet Passerau ID: 074_G02                 | 46° 42′ 25″ N, 11° 11′ 20″ O | Hydrologisches Naturdenkmal: Feuchtgebiet |
| BW   | Datei hochladen | Erdpyramide ID: 074_G03                           | 46° 42′ 28″ N, 11° 10′ 6″ O  | Geologisches Naturdenkmal: Erdpyramiden   |
| BW   | Datei hochladen | Walder- oder Faglsee (Brüllender See) ID: 074_P01 | 46° 44′ 42″ N, 11° 9′ 27″ O  | Hydrologisches Naturdenkmal: See          |
| BW   | Datei hochladen | Obisell-See ID: 074_P02                           | 46° 44′ 28″ N, 11° 8′ 39″ O  | Hydrologisches Naturdenkmal: See          |

| Foto: | Fotografie des Naturdenkmals. Klicken des Fotos erzeugt eine vergrößerte Ansicht. Daneben finden sich zwei Symbole: |
| ID    | Identifikator bei der Abteilung Natur, Landschaft und Raumentwicklung der Südtiroler Landesverwaltung               |